# Катрин Жереми
Катрин Жереми (21. септембар 1664 — 1. јул 1744) била је бабица и ботаничарка у Новој Француској.

## Младост и породица
Катрин Жереми је рођена 21. септембра, а крштена 22. септембра 1664. године у Шамплену, Квебек, као ћерка Жан Пелтије и трговца Ноела Жеремија. Била је најстарија од једанаесторо деце. После ње су рођени: Мари-Шарлот (крштена 26. априла 1667), Николас (крштен у фебруару 1669), Франсоа (крштен 1671), Мари-Мадлен (рођена 1674), Луј (рођен 1676), Игнас (рођен 29. октобра 1684), Мари-Жан (крштена 28. јула 1678), Шарлот-Жудит (крштена 23. новембра 1705) и Жозеф (крштен 6. августа 1687).
Катрин Жереми се први пут удала за Жака Обишона 28. јануара 1681. у Шамплену, Квебек, с којим је имала једну ћерку. Други брак је склопила 3. новембра 1688. са Мишелом ЛеПајером у Батискану, Квебек. Са ЛеПајером је имала десеторо или једанаесторо деце.
Преминула је 1. јула 1744. године у Монтреалу, Квебек.

## Научна каријера
Године 1702, Катрин Жереми се са супругом Мишелом ЛеПајером настанила у Монтреалу, где је наставила своја истраживања из области ботанике и бабичке праксе. Посебно ју је занимала лековита пракса домородачких народа Канаде. Проучавала је употребу лековитог биља у њиховој традицији и открила бројне нове лековите препарате. Та сазнања примењивала је у лечењу и подршци женском телу, нарочито у вези са трудноћом, порођајем и абортусом.
Била је једна од првих ботаничарки у Канади и уједно прва позната жена природњак у тој области. У француским научним круговима била је позната по томе што је природњацима у Француској слала детаљне извештаје о биљкама које је сакупљала, а њене колекције су, по подстицају Француске академије наука, слагане и слате у Jardin des Plantes (Ботаничку башту) у Паризу у оквиру напора да се прикупи флора и фауна из Нове Француске. Намесник колоније, Жил Окар, у својим извештајима Француској навео је њену праксу као значајну. Те колекције се данас чувају у Националном музеју природне историје у Паризу.
Знање о лековитом биљу допринело је угледу Катрин Жереми као бабице, јер је лековите препарате знала да примени у конкретним ситуацијама као што су трудноћа, порођај и абортус. У 17. и 18. веку већина бабица је радила у оквиру приватне праксе, наплаћивала је мање од лекара и остајала код пацијенткиња дуже, помажући и у кућним пословима. Жереми је примењивала интервенционистички приступ здравственој нези, који је био у супротности са неинтервенционистичким (laissez-faire) ставом бројних енглеских стручњака. Убрзо је постала чувена бабица, а једна њена клијенткиња ју је назвала „мађионичарком мог живота у Квебеку“ (la magicienne de ma vie au Québec).